# Mondwest
Pour la série télévisée HBO basée sur le film, voir Westworld (série télévisée).
Série
Les Rescapés du futur
(1976)
Pour plus de détails, voir Fiche technique et Distribution.
Mondwest, ou Le Monde de L'Ouest au Québec ((en) Westworld), est un film américain de science-fiction écrit et réalisé par Michael Crichton, sorti en 1973.
Il connaît une suite, Les Rescapés du futur, sortie trois ans plus tard en 1976.

## Synopsis
Delos est un complexe de loisirs haut de gamme offrant à ses visiteurs des expériences immersives dans trois mondes historiques reconstitués : Westworld (l’Ouest américain du XIXe siècle), Medieval World (l’Europe médiévale) et Roman World (la cité antique de Pompéi). Ces environnements sont peuplés d’androïdes, visuellement indiscernables des humains, programmés pour satisfaire les désirs et fantasmes des clients.
Parmi les visiteurs figurent Peter Martin, venu découvrir le parc pour la première fois, accompagné de son ami John Blane, déjà familier des lieux. Ils choisissent de séjourner à Westworld, où les attractions incluent des duels armés, des saloons et des bordels. La vedette de l'attraction est le cow-boy-robot, androïde conçu pour défier les visiteurs en duel et être abattu, avant de revenir le lendemain parfaitement réparé. Les armes à feu du parc tirent à balles réelles, mais sont équipées de capteurs de température qui les empêchent de tirer sur tout ce qui a une température corporelle élevée, comme les humains, mais leur permettent de « tuer » les androïdes à sang froid.
Les ingénieurs de Delos constatent une série de dysfonctionnements dans le comportement des androïdes. Dans Roman World et Medieval World, des incidents mineurs se multiplient : une serveuse refuse les avances d'un client, un robot-serveur renverse un plateau et un cheval mécanique se dérègle. Ces anomalies préoccupent le chef superviseur et ses équipes, qui suspectent une défaillance généralisée affectant progressivement tout le parc.
Pendant ce temps, Peter Martin et John Blane s’adonnent aux plaisirs proposés par Westworld, passant notamment une nuit avec deux prostituées androïdes, dont Arlette. Le lendemain, le cow-boy-robot provoque Peter en duel dans le saloon. Ce dernier, encouragé par John, l’abat aisément. Mais un serpent mécanique mord John et un affrontement dans Medieval World tourne au drame : le chevalier noir, censé perdre systématiquement, tue un client avec son épée.
Le chef superviseur ordonne la coupure de l’alimentation générale afin de reprendre le contrôle du parc, mais cela déclenche le verrouillage automatique des portes du centre de commande. Le personnel technique, piégé, finit asphyxié faute de ventilation.
Ignorant ces événements, Peter et John se réveillent dans un bordel, ivres et entourés d’androïdes, ignorant tout de la situation. Lorsqu’Arlette leur annonce l’arrivée du cow-boy-robot, John prend la situation comme s'il était encore dans l'attraction, mais l’androïde lui tire dessus et le tue. Peter prend alors conscience du dysfonctionnement des robots et s’enfuit.
Pourchassé par le cow-boy-robot, il traverse un Roman World dévasté et un Medieval World déserté, découvrant des visiteurs morts et des androïdes en panne. Dans les sous-sols du complexe, il croise un technicien paniqué qui tente de fuir avant d’être abattu par le cow-boy-robot. Peter explore les installations et découvre les cadavres asphyxiés des ingénieurs. Dans un laboratoire, il feint l’immobilité parmi des androïdes désactivés avant de projeter de l’acide au visage de son poursuivant, endommageant ses capteurs optiques.
De retour à la surface dans un château de Medieval World, Peter comprend que les capteurs infrarouges de l’androïde ne peuvent le détecter sous une torche enflammée, et finit par incendier le cow-boy-robot. Dans un donjon, il entend les appels d’une femme enchaînée, la Reine du Moyen Âge, et tente de lui donner de l’eau. Celle-ci court-circuite et se révèle être un androïde. Le cow-boy-robot, carbonisé mais encore fonctionnel, l’attaque une dernière fois avant de s’écrouler définitivement.
Épuisé, Peter s’assoit dans le donjon, marqué par les événements, tandis que résonne dans les haut-parleurs le slogan publicitaire du parc.

## Fiche technique
- Titre original : Westworld.
- Titre français : Mondwest
- Titre québécois : Le Monde de l'Ouest
- Réalisation et scénario : Michael Crichton
- Musique : Fred Karlin
- Direction artistique : Herman A. Blumenthal
- Photographie : Gene Polito
- Montage : David Bretherton
- Production : Paul Lazarus III
- Société de production : Metro-Goldwyn-Mayer
- Société de distribution  Metro-Goldwyn-Mayer
- Budget : 1 250 000 de dollars[1]
- Pays de production :  États-Unis
- Langue originale : anglais
- Format : couleur (Metrocolor) - son stéréo - 35 mm
- Genre : science-fiction, western, thriller
- Durée : 88 minutes
- Dates de sortie :
  - États-Unis : 21 novembre 1973
  - France : 27 février 1974
  - Belgique : 18 octobre 1974
- Interdit aux moins de 12 ans[Où ?]

## Distribution
- Yul Brynner (VF : lui-même) : le cow-boy-robot (The Gunslinger en VO)
- Richard Benjamin (VF : Philippe Ogouz) : Peter Martin
- James Brolin (VF : Michel Le Royer) : John Blane
- Dick Van Patten (VF : Roger Lumont) : le banquier
- Anne Randall (VF : Francine Lainé) : Daphne
- Majel Barrett : Miss Carrie
- Terry Wilson : le shérif
- Michael T. Mikler (VF : Jean-Henri Chambois) : le chevalier noir
- Linda Gaye Scott (VF : Évelyn Séléna) : Arlette
- Steve Franken : le technicien abattu par le cow-boy
- Norman Bartold (VF : Philippe Dumat) : le chevalier du Moyen Âge
- Alan Oppenheimer (VF : Jean Berger) : le chef superviseur ;
- Victoria Shaw (VF : Julia Dancourt) : la Reine du Moyen Âge ;
- Nora Marlowe (VF : Marie Francey) : la directrice de l'hôtel
- Wade Crosby : le barman

## Production

### Développement
Après le téléfilm Pursuit (1972), l'écrivain Michael Crichton fait ici ses débuts de réalisateur d'un long métrage. Son agent le met en relation avec le producteur Paul N. Lazarus III (en), avec lequel il devient ami. Le script est écrit en août 1972. Michael Chrichton en a eu l'idée après un séjour à Disneyland. Paul N. Lazarus a demandé à Michael Crichton pourquoi il n'avait pas écrit l'histoire en roman. L'écrivain a répondu que cette histoire était trop visuelle et n'aurait sûrement pas fonctionné en roman.
Le script est proposé aux majors, qui refusent toutes à l'exception de la Metro-Goldwyn-Mayer. La préproduction est cependant difficile pour Michael Crichton : la MGM demande sans cesse des réécritures du script et les acteurs principaux ne sont engagés que 48 heures avant le début du tournage. Le réalisateur avoue par ailleurs n'avoir eu aucun contrôle sur le choix des acteurs. De plus, le studio a prévu un budget de seulement 1 million de dollars, finalement dépassé de 250 000 $.

### Attribution des rôles
Peter Graves et Leslie Nielsen ont été envisagés pour le rôle de John Blane et William Shatner pour celui de Peter Martin. Il est finalement décidé d'engager des acteurs plus jeunes : Richard Benjamin incarne Peter Martin et James Brolin obtient le rôle de John Blane.

### Tournage

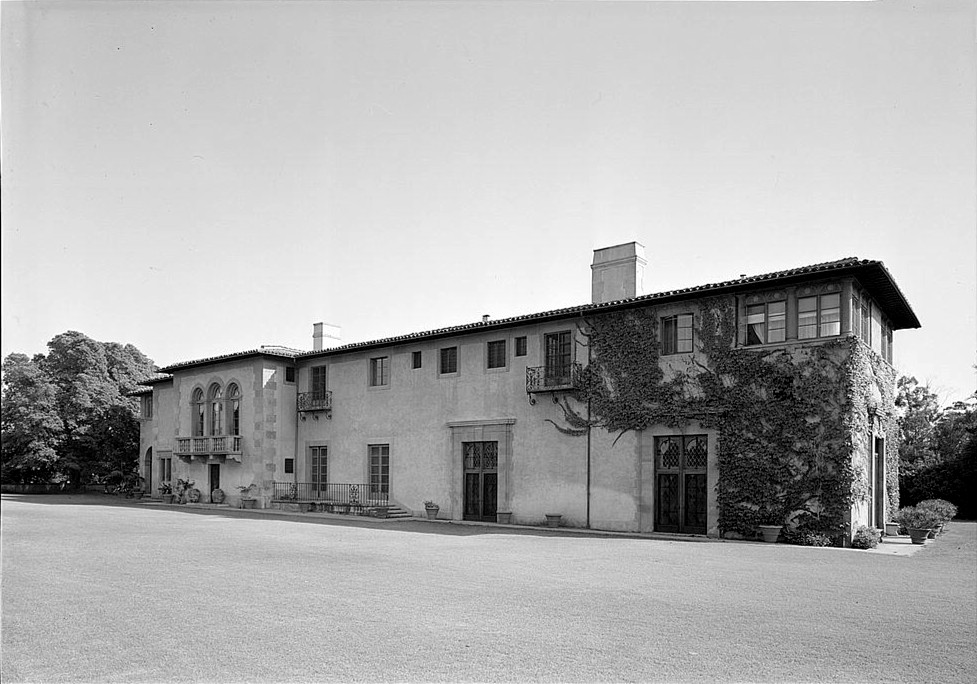
Greenacres, l'ancienne propriété de Harold Lloyd

Mondwest a été filmé en trente jours en Panavision anamorphique par le photographe Gene Polito dans le désert des Mojaves, dans l'ancienne propriété Greenacres (en) d'Harold Lloyd à Benedict Canyon, à l'ouest de Beverly Hills, ainsi que dans différents studios de MGM,.

### Montage et effets spéciaux
La postproduction a duré entre douze et treize semaines, dont cinq pour la director's cut.
Les images de synthèse ont été réalisées par Triple I. Il s’agit de la manipulation d’une prise de vue réelle destinée à simuler le point de vue « électronique » du robot tueur. Ce rendu 2D est l'une des premières tentatives destinées à un film grand public. Chaque image demandait plus de huit heures de préparation. Dans la suite intitulée Les Rescapés du futur (Futureworld, 1976) de Richard T. Heffron, des images 3D seront utilisées pour la première fois au cinéma.

### Musique
La bande originale est composée par Fred Karlin, qui en fait délibérément une musique la plus artificielle possible : en suivant la progression de l'histoire vers le chaos électronique et mécanique, il transforme des clichés de musiques western en utilisant un piano préparé, des rythmes de musique ancienne, des accords dissonants, de nombreuses percussions en polyrythmie, et en utilisant de manière inhabituelle ou anormale les instruments classiques.
| A1.   | The Western Warble              |  | 2:45 |
| A2.   | Theme From "Westworld"          |  | 2:23 |
| A3.   | Chase From "Westworld"          |  | 2:33 |
| A4.   | Welcome To Westworld            |  | 2:25 |
| A5.   | Robot Repair                    |  | 4:00 |
| A6.   | Medieval World                  |  | 1:30 |
| B1.   | Stagecoach Arrival              |  | 1:00 |
| B2.   | The Queen's Indiscretion        |  | 1:50 |
| B3.   | The Gunslinger                  |  | 3:02 |
| B4.   | Bar Room Piano                  |  | 2:15 |
| B5.   | Hovercraft Muzak                |  | 3:29 |
| B6.   | Chase From "Westworld" - Part 2 |  | 4:37 |
| 31:49 |                                 |  |      |

## Accueil

### Box-office
Aux États-Unis, le film récolte 3 400 000 de dollars et dans le monde, 5 000 000 de dollars[réf. nécessaire].

## Distinctions
Nominations
- Science Fiction and Fantasy Writers of America 1974 : Prix Nebula de la meilleure projection dramatique
- Hugo Awards 1974 : Prix de la meilleure projection dramatique
- Saturn Awards 1975 : meilleur film de science-fiction
- Le film a été en compétition au Festival international du film fantastique d'Avoriaz 1974.

## Commentaires
Yul Brynner interprète le rôle du cow-boy androïde, faisant référence au personnage de Chris qu'il incarnait dans Les Sept Mercenaires et portant les mêmes vêtements que lui. Il se double lui-même dans la version française, mais sa présence est essentiellement physique et son dialogue limité à quelques phrases.
Un effet spécial insolite a été utilisé pour montrer le passage de l'état humain à l'état d'androïde du personnage joué par Yul Brynner : l'iris de ses yeux prend progressivement l'aspect d'un disque chromé, effet obtenu en utilisant une série de lentilles de contact dont certaines étaient transparentes et d'autres portaient un cache (genre lunettes polaroïd) partiellement ou totalement métallisé[réf. souhaitée].

## Héritage et postérité

### Suite et série télévisée
La suite du film, Les Rescapés du futur, sort trois ans plus tard en 1976. Le film est cette fois réalisé par Richard T. Heffron. Seul Yul Brynner y reprend son rôle.
L'intrigue du film est ensuite prolongée avec la série Beyond Westworld, qui ignore les événements du 2e film. Elle est diffusée en 1980 sur CBS et ne dure que 5 épisodes.

### Remake
En mars 2002 débutent des rumeurs médiatiques sur le fait que Mondwest serait à nouveau adapté au grand écran, avec Arnold Schwarzenegger dans le rôle principal et Michael Ferris et John Brancato au scénario, sous la réalisation de Tarsem Singh : le film sera en fait abandonné en raison de l'élection de l'acteur au poste de gouverneur de Californie,. En janvier 2011, Warner Bros. annonce la reprise du film.
Fin août 2013, HBO révèle l'adaptation du film en série télévisée, dont le pilote est écrit et réalisé par Jonathan Nolan et produit par J. J. Abrams, Bryan Burk et Jerry Weintraub. La série, titrée Westworld, est diffusée sur HBO à partir du 2 octobre 2016.

### Influences
Le réalisateur-scénariste John Carpenter avoue s'être inspiré du personnage du cow-boy incarné par Yul Brynner pour l'aspect « indestructible » de Michael Myers dans La Nuit des masques (1978). Par ailleurs, Arnold Schwarzenegger se dit influencé par la performance de Yul Brynner pour son rôle du T-800 dans Terminator (1984) de James Cameron.
Le film Vice (2015) de Brian A. Miller avec Bruce Willis rappelle en partie Mondwest.